# Cabecinha no ombro
Cabecinha no ombro é uma guarânia composta pelo músico compositor Paulo Borges em 1957.
Gravada pela primeira vez por Alcides Gerardi, em 1957, fez sucesso imediato e foi no mesmo ano gravado outras 13 vezes, e depois com mais de cem gravações em Português e outros idiomas, incluindo Francês, Espanhol, Guarani e Japonês.

## História
A composição foi inspirada em um momento, num bonde no Rio de Janeiro, quando uma amiga do compositor começou a chorar em seu ombro. Aquele gesto o inspirou e, voltando para casa, começou a compor letra e música.
Usando versos bárbaros de 14 sílabas intercalados com outros de arte menor, dizia a letra:

Encosta a tua cabecinha no meu ombro e chora

e conta logo tua mágoa toda para mim.

Quem chora no meu ombro eu juro que não vai embora,

que não vai embora,

que não vai embora...|</poem>

## Sucesso
Após a gravação de Alcides Gerardi, o Duo Guarujá gravou a guarânia em 1958, aumentando o sucesso da mesma.
Outros intérpretes também gravaram Cabecinha no ombro:
- Almir Sater[5]
- Fagner[6]
- José Augusto[7]
- Cascatinha e Inhana[8]
- Roberta Miranda[9]
- Agnaldo Timóteo e Ângela Maria[10]
- Inezita Barroso
- Altemar Dutra[11]
- Milionário e Zé Rico
- Bruno & Marrone
- Fábio Júnior[nota 1]
- Daniel[13]

... e outros tantos intérpretes em português
... e em japonês:
- Tsubasa Imamura[nota 2]